# کوماروف (منطقه تابور)
کوماروف (به چکی: Komárov) یک منطقهٔ مسکونی در جمهوری چک است که در منطقه تابور واقع شده‌است.
 کوماروف ۸٫۶ کیلومتر مربع مساحت و ۱۲۰ نفر جمعیت دارد و ۴۲۹ متر بالاتر از سطح دریا واقع شده‌است.